# Pi2 Orionis
Pi2 Orionis, eller 2 Orionis är en av stjärnorna som bildar asterismen Orions sköld, i stjärnbilden Orion. Den är den näst översta stjärnan i skölden och har magnitud 4,35. Stjärnan är blåvit av spektraltyp A1V, 194 ljusår från jorden. 